# Siège d'Edo
Lors du siège d'Edo de 1524, aussi connu sous le nom bataille de Takanawahara, les Hōjō, emmenés par Hōjō Ujitsuna, assiègent le château d'Edo, tenu par Uesugi Tomooki. Bien qu'Edo est depuis devenue la métropole japonaise de Tokyo, c'est à l'époque un village assez peu important de pêcheurs dans la région de Kantō.
Désireux de repousser les assaillants, Uesugi Tomooki dirige ses guerriers hors du château pour répondre aux Hōjō par une bataille à la traversée de la rivière Takanawa. Cependant, Ujitsuna et ses hommes contournent les forces Uesugi et les attaque par l'arrière. En faisant retraite vers son château, Tomooki constate que le commandant de sa garnison, Ōta Suketaka, l'a trahi et a ouvert les portes aux Hōjō.
Cette bataille marque le début d'une lutte de dix-sept ans entre les clans Hōjō et Uesugi pour la domination du Kantō.

## Source de la traduction
- (en) Cet article est partiellement ou en totalité issu de l’article de Wikipédia en anglais intitulé « Siege of Edo » (voir la liste des auteurs).